# Ernest Henley
|  | Per a altres significats, vegeu «William Ernest Henley». |

Ernest John Henley (Brighton, East Sussex, 31 de març de 1889 – Brighton, 14 de març de 1962) va ser un atleta anglès que va competir a començaments del segle xx.
El 1912 va prendre part en els Jocs Olímpics d'Estocolm, on disputà tres proves del programa d'atletisme. En els 400 i 800 metres quedà eliminat en semifinals, mentre en els 4x400 metres relleus guanyà la medalla de bronze amb l'equip britànic.
El 1920 guanyà els trials de classificació pels Jocs d'Anvers, però va decidir no prendre-hi part.